# Ellisbreen
Der Ellisbreen ist ein 6 km langer Gletscher im ostantarktischen Königin-Maud-Land. Im Gebirge Sør Rondane fließt er von der Walnumfjella in nördlicher Richtung zwischen dem Gillockbreen und dem Jenningsbreen.
Norwegische Kartografen kartierten ihn 1957 anhand von Luftaufnahmen, die bei der US-amerikanischen Operation Highjump (1946–1947) entstanden waren. Sie benannten den Gletscher nach Edwin E. Ellis (* 1924) von der United States Navy, Fotograf bei den Flügen der Operation Highjump zur Erstellung von Luftaufnahmen zwischen 14° und 164° östlicher Länge.